# Главк (Y-6)
«Главк» (греч. Y-6 Γλαύκος) — греческая подводная лодка, действовавшая и погибшая во Второй мировой войне.

## История
«Главкос» была подлодкой второго типа греческих подводных лодок, заказанных после окончания Первой мировой войны во Франции. Принадлежал к серии «А» проекта Симоно. Все 4 подлодки этого типа: «Главкос», Протей, Нерей и Тритон получили имена морских божеств греческой мифологии — соответственно Главк Морской, Протей, Нерей и Тритон.
Главкос был построен в 1927—1930 годах на верфях ‘Chantiars Navals Francais Blainville’.
17 ноября 1930 года состоялся подъём греческого флага в городе Брест (Франция). Командование подлодкой принял 1 декабря коммандер А. Зангас. В греко-итальянской войне 1940—1941 годов подлодка не приняла участие, поскольку война застала её в начале ремонта.
После вторжения Германии, пришедшей на помощь итальянцам в апреле 1941 года, «Главкос» вместе с другими кораблями флота ушёл на Ближний Восток. 19 апреля 1941 года подлодка прибыла в Александрию (Египет), где вошла в состав флота союзников под командованием Капитан-лейтенанта Василия Арсланоглу. 
В ходе боевого похода между 21 и 22 июня 1941 года, подлодка расстреляла своим орудием 2 маленьких 40-тонных грузовых судна неприятеля.
10 ноября 1941 года подлодка торпедировала и потопила немецкое 3000-тонное грузовое судно (Μ/V) Norburg недалеко от залива Суда (Ираклион, Крит).
В 1942 году подлодка прибыла на Мальту на ремонт, где 4 апреля 1942 года в ходе немецкого воздушного налёта была потоплена в гавани города Ла-Валлетта. Среди погибших был и командир подлодки коммандер В. Арсланоглу.

## Память
Имена мифологических морских божеств 4 подлодок серии построенной в 1920-х годах во Франции получили 4 подлодки ВМФ Греции немецкой постройки типа 209/1100.
Подлодка «Главк» (S-110) была построена на верфи Howaldtswerke — Deutsche Werft (HDW) AG, Kiel (Киль, Германия), принята греческим флотом 6 сентября 1971 года и прибыла на базу флота на остров Саламин 6 декабря 1971 года. Выведена из эксплуатации 9 июня 2011 года.